# Pastinaca hirsuta
Pastinaca hirsuta är en flockblommig växtart som beskrevs av Jean Armand Isidore Pancher. Pastinaca hirsuta ingår i släktet palsternackor, och familjen flockblommiga växter. Inga underarter finns listade i Catalogue of Life.